# The Tipping Point
The Tipping Point: How Little Things Can Make a Big Difference es un libro de  Malcolm Gladwell publicado por primera vez por Little Brown en el 2000. Fue traducido al español como El Punto Clave o La Clave del Éxito y hace una comparación entre los fenómenos sociales y las epidemias virales.

## Autor
Malcolm Gladwell es un periodista, escritor y sociólogo canadiense que reside en Nueva York. Ha trabajado para The New Yorker desde 1996. Es conocido principalmente por ser autor de los libros:
The Tipping Point (2000) (traducido como La clave del éxito); Blink: The Power of Thinking Without Thinking (2005)(Inteligencia intuitiva: ¿por qué sabemos la verdad en dos segundos?); Outliers (2008)(Fuera de serie: Por qué unas personas tienen éxito y otras no); y What the Dog Saw: And Other Adventures (2009)(Lo que vio el perro: y otras aventuras).

## Ideas Principales
La idea principal del libro es que existe un punto de inflexión a partir del cual los efectos de un proyecto o idea se potencian al máximo creando un cambio significativo. Gladwell realiza una comparación de este proceso con la propagación de las epidemias, es decir, como los usos, costumbres, tradiciones y pensamientos se difunden como una epidemia en una sociedad. El libro postula ideas sistematizadas con el fin de llegar a establecer leyes o premisas que expliquen ciertos fenómenos sociales importantes.
El concepto central que se aborda en el libro es el Punto de Inflexión (“Tipping Point”), que se refiere a aquellas situaciones o detalles que son insignificantes y al unirse con diferentes aspectos, su importancia aumenta. “Ese momento mágico en que una idea, tendencia o conducta social cruza un umbral, se vuelca y se esparce como un incendio forestal”. Algunos ejemplos son las modas repentinas de productos, de grupos musicales, de lugares, de comidas. Lo anterior se debe a las tres reglas de una epidemia.

## Las tres reglas
Gladwell hace una analogía entre las epidemias virales y las epidemias sociales. Una epidemia viral depende del agente, la fuerza del virus y el ambiente mientras que la epidemia social depende de las personas (ley de los pocos), la fuerza del movimiento (la “pegajosidad”) y el contexto en el que se desarrolla.  

### La ley de los pocos
“The Law of Few”  De acuerdo con Gladwell, los economistas llaman a esto el principio 80/20 y es la idea de que en cualquier situación cerca del 80% de la acción será llevada a cabo por un 20% de los participantes. 
Gladwell al analizar el experimento del mundo pequeño de Stanley Milgram descubrió que si bien 24 de los paquetes que llegaron a su destinatario pasaron por un aproximado de 6 personas, 16 de ellos pasaron por una sola persona (la última), de ahí que se concluyó que lo de "los seis grados de separación" no significa que todas las personas están conectadas a todo el mundo a través de otras cinco personas, sino que un grupo pequeño de personas está conectado entre sí y el resto de las personas conoce a alguien que pertenece a este grupo pequeño. 
Las personas que conforman este grupo son descritas de la siguiente manera:

#### Conectores
Son aquellas personas que por alguna razón conocen a un gran número de personas. Tienen la facilidad de hacer nuevas amistades y disfrutan con crear nuevos lazos entre sus conocidos.
Un conector es esencialmente el equivalente social a un concentrador de red informática. Por lo general conocen gente a través de una serie de círculos sociales, culturales, profesionales, económicos. Son personas que "nos unen con el mundo [...] la gente con un don especial para unir al mundo". Se trata de "un grupo de personas con un don verdaderamente extraordinario [...] para hacer amigos y conocidos". 
Algunos ejemplos citados por el mismo Gladwell incluyen: la cabalgata de medianoche de Paul Revere, el juego seis grados de Kevin Bacon, los experimentos del mundo pequeño de Stanley Milgram, entre otros. Gladwell atribuye el éxito social de los conectores al hecho de que "su capacidad para abarcar muchos mundos diferentes es algo intrínseco a su personalidad, una combinación de curiosidad, confianza, sociabilidad y energía". [3]

#### Conocedores
Son gente en quienes confiamos al momento de exponernos a nueva información. Acumulan nuevos conocimientos y saben cómo compartirlos. Gladwell cita a Alpert Marcar como ejemplo de conocedor, alguien que “es un sujeto cuyo objetivo es resolver problemas de otras personas, por lo general mediante la resolución de los suyos". [5] De acuerdo con Gladwell, los conocedores empiezan "las epidemias de boca-a-boca" [5] debido a su conocimiento, a sus habilidades sociales y a su capacidad de comunicarse. Como dice Gladwell, "Lo conocedores son agentes de información, de intercambio y de comercio de lo que saben". [11]

#### Vendedores
Son los "persuasores", personas carismáticas con capacidad de negociación de alto alcance. Ellos tienden a tener un carácter indefinible que va más allá de lo que dicen y quieren dar a entender, lo que hace que los demás quieran llegar a un acuerdo con ellos. Gladwell cita ejemplos como el empresario Tom Gau y el presentador de noticias Peter Jennings. De la misma forma, cita varios casos sobre las implicaciones persuasivas de las señales no verbales.

### La “adherencia”
La adeherencia (“The stickiness factor”) es función de cuán bueno es el mensaje o producto que se quiere esparcir. Sin importar qué tan bueno sea el conector, el conocedor o el vendedor, si el mensaje o el producto no satisface una necesidad, no es atrayente al público o simplemente es de mala calidad está destinado a fracasar. Es clave para satisfacer la pregunta “¿Cómo llamar la atención de mi consumidor?”
Gladwell dice que tener una buena idea no basta, sino que es esencial que tenga una “caja dorada” o toque especial que no tiene que ser difícil o complicado, simplemente tiene que lograr relacionarse con las personas. Algunos ejemplos citados son: el éxito de Plaza Sésamo que logró hacer la educación algo divertido para los niños; las Pistas de Blue que agregó cinco segundos de silencio cuando el conductor hacía una pregunta para que los niños pudieran contestar de forma acertada; una campaña contra las enfermedades venéreas organizada por la Yale University que subió un 28% de impacto al agregar un mapa y un horario que indicaba dónde y cuándo podrían encontrar más información los alumnos.

### El poder del contexto
El comportamiento humano es sensible, perceptible y fuertemente influenciado por su entorno. Como bien lo menciona Gladwell "Las epidemias son sensibles a las condiciones y circunstancias de los tiempos y lugares en que se encuentran." [5] Un ejemplo de esto es la “tolerancia cero" que Gladwell pone como ejemplo para contrarrestar la criminalidad en New York.

## Estudio de casos
Gladwell también incluye dos ejemplos de estudios de casos, de situaciones en que el concepto de Punto de Inflexión se emplea en momentos específicos: el caso del suicidio en adolescentes en el sudeste asiático y el caso del tabaquismo en USA.

## Las otras reglas
Dentro de su obra más reconocida Gladwell hace mención de otra serie de principios como:
La importancia del contexto para el comportamiento individual. Ejemplo: Experimento de la cárcel de Stanford y la limpieza en el metro de Nueva York.
La ley del 150 a partir de la cual los grupos generan estructuras burocráticas
La adherencia ("The Stickness factor"), es decir, lo que hace que un mensaje se grabe en la mente de los receptores, destacando como ejemplos programas infantiles como Barrio Sésamo.
Gladwell también hace mención a temas como la difusión del suicidio entre los jóvenes, basándose en la ley del ejemplo o imitación por parte de terceros.

## Venta al Público
Gladwell recibió una cantidad estimada de  US$ 1.500.000 de antemano por The Tipping Point, que vendió 1,7 millones de copias en 2006. [11] A raíz del éxito del libro, Gladwell fue capaz de ganar hasta US$ 40.000 por conferencia. [1] Dichos eventos ayudaron a que la venta aumentara de nuevo en 2006 después de la publicación Blink, el libro siguiente de Gladwell.

## Análisis Científico
Algunos de los análisis de Gladwell en cuanto al porqué ocurre el fenómeno del "punto de inflexión", especialmente en relación con su idea de la "ley de los pocos" y sus elementos imprevisibles [6], se basan en el estudio de "los seis grados de separación" realizado por el psicólogo social Stanley Milgram. Milgram distribuyó diversas cartas a 160 estudiantes en Nebraska, con instrucciones de que fuesen enviadas a un corredor de la bolsa de Boston, haciendo pasar las cartas sólo a quienes a su juicio estuviesen socialmente más cercanos a la meta. El estudio encontró un promedio de seis enlaces intermedios para entregar cada carta. Debido a esto surgió un particular interés para Gladwell, ya que encontró un interesante hallazgo de que sólo tres amigos del corredor de bolsa lograron que las cartas llegarán con éxito. [1] Esto dio lugar a la teoría de Gladwell de que cierto tipo de personas son la clave para la difusión de la información. Blink. [2]
En 2003, Duncan Watts, un físico trabajando en teoría de redes en la Universidad de Columbia, repitió el estudio de Milgram mediante el uso de un sitio web que utilizó para reclutar a 61.000 personas y enviar 18 mensajes a distintos objetivos en todo el mundo. [1] Él logró reproducir con éxito los resultados de Milgram (la longitud media de la cadena fue de aproximadamente seis enlaces). Sin embargo, cuando se examinaron las vías tomadas, se encontró con que "hubs" (personas altamente conectados) no fueron cruciales. Sólo el 5% de los mensajes de correo electrónico había pasado a través de uno de los centros. Esto pone en duda la afirmación de Gladwell que afirma que determinados tipos de personas son responsables de lograr grandes niveles de cambio.
Watts señaló que si fuera tan simple como encontrar a las personas que pueden difundir la información antes de una campaña de marketing, las agencias de publicidad ya tendrían una tasa de éxito mucho mayor. También afirmó que la teoría de Gladwell no concuerda con gran parte de su investigación en dinámicas sociales realizada en los últimos diez años. [10]
Por otra parte el economista Steven Levitt y Gladwell mantienen una disputa acerca de la caída de la tasa de delincuencia en Nueva York, ya que puede ser atribuida a las acciones de la policía y al efecto de "las ventanas rotas" (según The Tipping Point). En su libro Freakonomics, Levitt menciona la disminución de la delincuencia a una disminución en el número de hijos no deseados a causa de Roe contra Wade, con el principal argumento de que los cambios de la ciudad en la ejecución no fueron la causa fundamental, dado que la delincuencia bajó a nivel nacional, en las principales ciudades, "Incluso en Los Angeles”, una ciudad conocida por su mala actuación por parte de la policía, aunado a esto, la delincuencia se redujo aproximadamente a la misma velocidad que lo hizo en Nueva York . [9]